# 금표
금표(金彪, 1931년 ~ )은 홍콩의 영화 배우다.